# La Tour-du-Meix
La Tour-du-Meix è un comune francese di 231 abitanti situato nel dipartimento del Giura nella regione della Borgogna-Franca Contea.

## Società

### Evoluzione demografica
Abitanti censiti